# Dipturus confusus
Dipturus confusus  (лат.) — вид хрящевых рыб семейства ромбовых скатов отряда скатообразных. Обитают в умеренных водах восточной части Индийского и юго-западной части Тихого океанов. Встречаются на глубине до 390 м. Их крупные, уплощённые грудные плавники образуют диск в виде ромба со удлинённым и заострённым рылом. Максимальная зарегистрированная длина 69,5 см. Откладывают яйца.

## Таксономия
Впервые вид был научно описан в 2008 году. Голотип представляет собой половозрелого самца длиной 50,8 см, пойманного у берегов Виктории (37°52′ ю. ш. 148°11′ в. д.) на глубине 27—28 м. Паратипы:  самец длиной 52 см и самка длиной 55,3 см, пойманные там же на глубине 118—390 м; неполовозрелые самцы длиной 31,3—53,4 см, самки длиной 52,3—59,9 см и взрослый самец длиной 55,1 см, пойманные у берегов Тасмании на глубине 18—172 м;  неполовозрелый самец длиной 22 см и самка длиной 42,7 см, пойманные в водах Нового Южного Уэльса на глубине 102—204 м. Видовой эпитет связан с тем, что ранее этих скатов путали с Zearaja nasuta и Dipturus cerva.

## Ареал
Эти бентопелагические скаты являются эндемиками вод Австралии (Виктория, Тасмания, Новый Южный Уэльс). Встречаются на глубине от 18 до 390 м. В основном между 18 и 120 м.

## Описание
Широкие и плоские грудные плавники этих скатов образуют ромбический диск с округлым рылом и закруглёнными краями. На вентральной стороне диска расположены 5 жаберных щелей, ноздри и рот. На длинном хвосте имеются латеральные складки. У этих скатов 2 редуцированных спинных плавника и редуцированный хвостовой плавник.
Ширина диска в 1,1—1,2 раза больше длины и равна 70—75 % длины тела. Удлинённое и заострённое рыло образует угол 88—96°. Длина короткого хвоста составляет 0,7—0,8 расстояния от кончика рыла до клоаки. Хвост довольно широкий. Его ширина в средней части равна 1,8—2,4 его высоты и 2—2,1 у основания первого спинного плавника. Расстояние от кончика рыла до верхней челюсти составляет 15—19 % длины тела и в 1,6—1,9 раза превосходит дистанцию между ноздрями. Длина головы по вентральной стороне равна 33—35 % длины тела. Длина рыла в 3,1—3,4 превосходит, а диаметр глаза равна 66—104 % межглазничного пространства. Высота первого спинного плавника в 1,3—2,0 раза больше длины его основания. Расстояние между началом основания первого спинного плавника и кончиком хвоста в 2,2—2,6 раза превосходит длину его основания и в 4,6—8,7 длину хвостового плавника. Брюшные плавники крупные. Длина задней лопасти у взрослых самцов достигает 20—22 % длины тела, а длина передней лопасти составляет 57—71 % длины задней. Длина птеригоподиев равна 22—26 % длины тела. Передний край диска покрыт узкой полосок шипиков. В затылочной области имеются 0—3 шипа, маларные колючки хорошо развиты, у самцов хвост покрыт 1 рядом колючек. У самок имеются дополнительные латеральные ряды колючек. Грудные плавники образованы 78—83 лучами. Количество позвонков 108—114. На верхней челюсти имеются 33—41 зубных рядов. Дорсальная поверхность диска желтовато-коричневого цвета с пёстрым  узором из тёмных и светлых пятнышку и извилин. Вентральная поверхность беловатая. На голове, брюхе и вокруг клоаки имеются серые области. Чувствительные поры, расположенные на вентральной стороне диска, с тёмной окатовкой и, как правило, окружены серыми пятнами. Максимальная зарегистрированная длина 69,5 см.

## Биология
Подобно прочим ромбовым эти скаты откладывают яйца, заключённые в жёсткую роговую капсулу с выступами на концах. Длина капсулы 5,6—6,9 см, а ширина 4,5—5,3 см. Эмбрионы питаются исключительно желтком. Размер неполовозрелых самцов колеблется в пределах 41,5—53,4 см. Наименьшая свободноплавающая особь имела длину 22 см.

## Взаимодействие с человеком
Международный союз охраны природы ещё не оценил охранный статус вида.